# Neal Morse
Neal Morse (Van Nuys, 2 agosto 1960) è un cantante, tastierista e polistrumentista statunitense, noto per essere il cofondatore del gruppo rock progressivo Spock's Beard (abbandonato nel 2002), nonché membro dei supergruppi Transatlantic e Flying Colors sin dalla loro formazione.

## Biografia

### Primi anni e Spock's Beard
Morse è cresciuto nella valle di San Fernando, a sud di Los Angeles. Suo padre era direttore di un coro, e lui iniziò a suonare il pianoforte a 5 anni e poco dopo anche la chitarra. Tra i 20 ed i 30 anni, Neal scrisse due musical, ebbe qualche esperienza come session man e provò a procurarsi un contratto come cantante e cantautore a Los Angeles.
Dopo circa dieci anni passati a suonare in piccoli club californiani con vari gruppi, tra cui i Burlesque, Morse fondò gli Spock's Beard insieme al fratello Alan, al fine di dare corpo alla sua grande passione per il rock progressivo. Il loro primo album, The Light (1995), ebbe un discreto successo. Dopo aver pubblicato i primi due album degli Spock's Beard con buoni risultati artistici, Morse si ritrovò comunque senza alcun riscontro economico. Su consiglio del fratello Richard, Neal si recò in Germania per suonare brani statunitensi di successo come one man band nei pub, accompagnandosi con il piano o la chitarra, cosa che gli avrebbe garantito una fonte di reddito. Morse iniziò quindi a viaggiare periodicamente tra la California e la Germania, dove di tanto in tanto rimase per diverse settimane a lavorare come musicista nei pub. Durante i suoi viaggi in Germania, Morse continuò ad alternare il lavoro di intrattenitore con il lavoro per gli Spock's Beard e ad esibirsi con loro. A quel tempo Morse fece anche parte della band di Eric Burdon con cui andò in tour.
Nel 2000, Morse si unì a Mike Portnoy, all'epoca batterista dei Dream Theater, per formare il supergruppo Transatlantic, con il quale ha realizzato altri due album. Nello stesso periodo apparve nel terzo album in studio di Ayreon Universal Migrator Part 1: The Dream Sequencer.

### Carriera solista

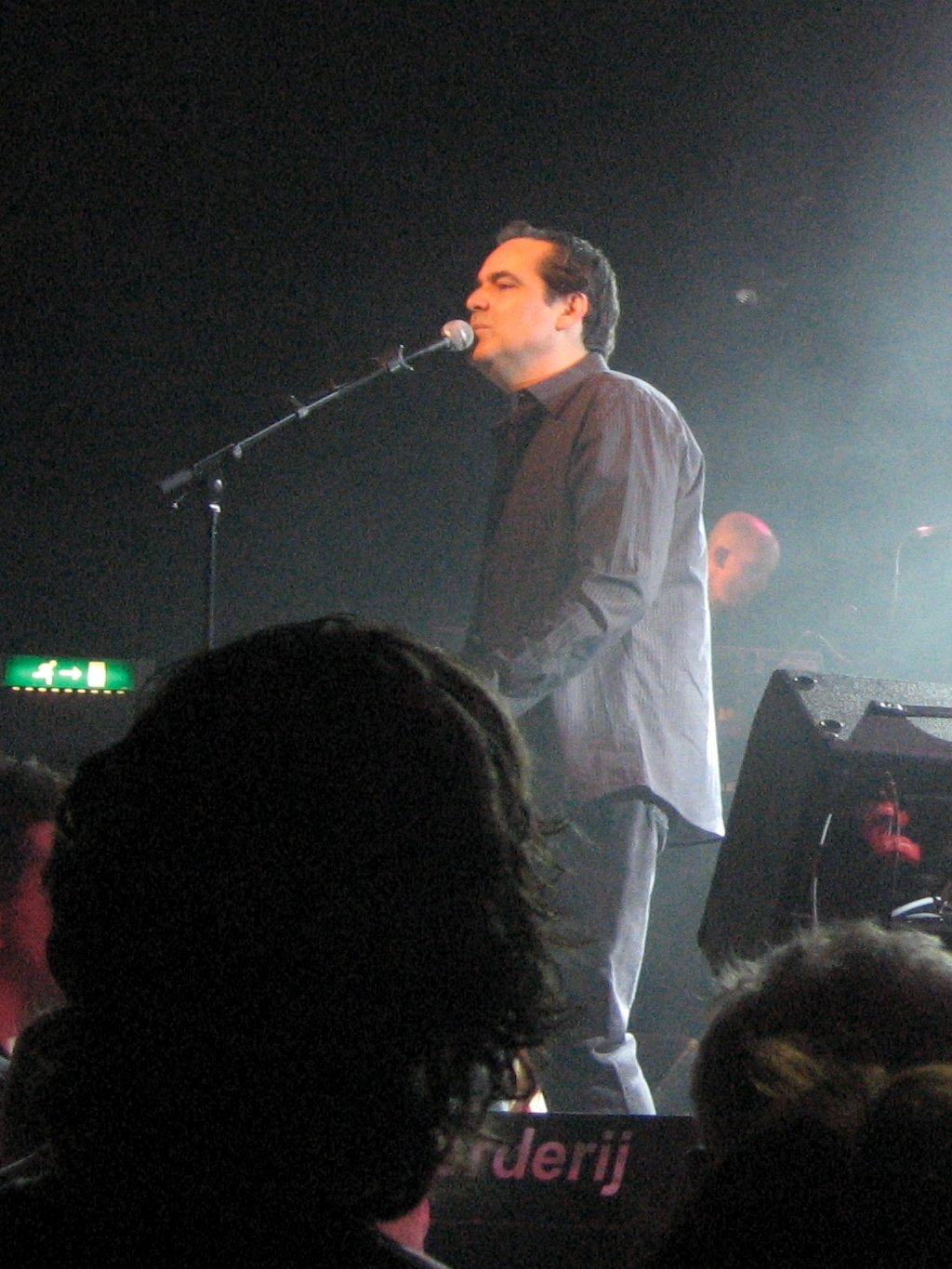
Neal Morse in concerto nel 2007

Pochi mesi dopo la pubblicazione di Snow degli Spock's Beard, il 10 ottobre 2002 Morse abbandonò il gruppo, perché sentì che Dio lo stava chiamando ed aveva altri piani con lui. In questo periodo Morse diede una svolta alla propria carriera dovuta alla sua conversione al cristianesimo che influenzerà profondamente i lavori successivi. Il grande cambiamento di vita generato da una nuova e vera relazione con Dio è descritto nell'album solista Testimony (2003), il quale vide la partecipazione di Kerry Livgren dei Kansas e l'ormai inseparabile Portnoy; insieme a quest'ultimo Morse prese parte anche alla cover band dei The Beatles, Yellow Matter Custard, gruppo che si esibì soltanto in due occasioni. Nel 2004 Morse pubblicò l'album One, nel quale lui suonò la tastiera e la chitarra, Mike Portnoy la batteria, e Randy George il basso. L'album, che ottenne un ottimo riscontro nella critica, riflette la svolta di fede di Morse e parla del rapporto tra Dio e l'uomo.
Nel 2005 è uscito ?, ispirato dal percorso di fede intrapreso da Morse, che sin dalla prima traccia, The Temple of the Living God, parla principalmente del tabernacolo. I musicisti che hanno suonato in questo album sono nuovamente Portnoy e George, ma hanno fatto la propria apparizione anche alcuni nomi storici del rock progressivo come Jordan Rudess (Dream Theater) alla tastiera, Mark Leniger al sassofono e i chitarristi Roine Stolt (The Flower Kings), Steve Hackett (ex-Genesis) e Alan Morse (Spock's Beard). Il 6 marzo 2007 esce Sola scriptura, seguito l'anno successivo da Lifeline.
Nel 2009 ha riformato i Transatlantic, con i quali verso la fine dell'anno ha pubblicato il terzo album in studio The Whirlwind, comprendente un'unica suite della durata di 77 minuti suddivisa in 12 atti che nel 2010 è stata eseguita nella sua interezza all'apertura dei concerti del Whirl Tour 2010. Da quest'ultimo tour sono stati realizzati gli album dal vivo Whirld Tour 2010 - Live from Shepherd's Bush Empire, London e More Never Is Enough - Live @ Manchester and Tilburg 2010, pubblicati rispettivamente nel 2010 e nel 2011.
Nel 2011 Morse ha pubblicato il quindicesimo album Testimony Two, il quale altro non è che un'autobiografia di avvenimenti successi all'artista tra l'uscita di Testimony e l'uscita di questo album. Nel corso dell'anno successivo, l'artista ha formato insieme a Portnoy, Steve Morse, Casey McPherson e David LaRue il supergruppo Flying Colors, pubblicando l'album omonimo; sempre nel 2012 è stato pubblicato il sedicesimo album Momentum, a cui hanno preso parte Portnoy e George.
Nel 2013 Morse ritorna insieme ai Transatlantic per la registrazione del quarto album Kaleidoscope, uscito il 27 gennaio 2014. L'album è stato promosso da un tour mondiale, culminato con la pubblicazione dell'album dal vivo Kaliveoscope nell'ottobre 2014. Nel corso del 2014 Morse si è riunito ai Flying Colors per la realizzazione del secondo album del gruppo, intitolato Second Nature e pubblicato il 29 settembre dello stesso anno.

### The Neal Morse Band

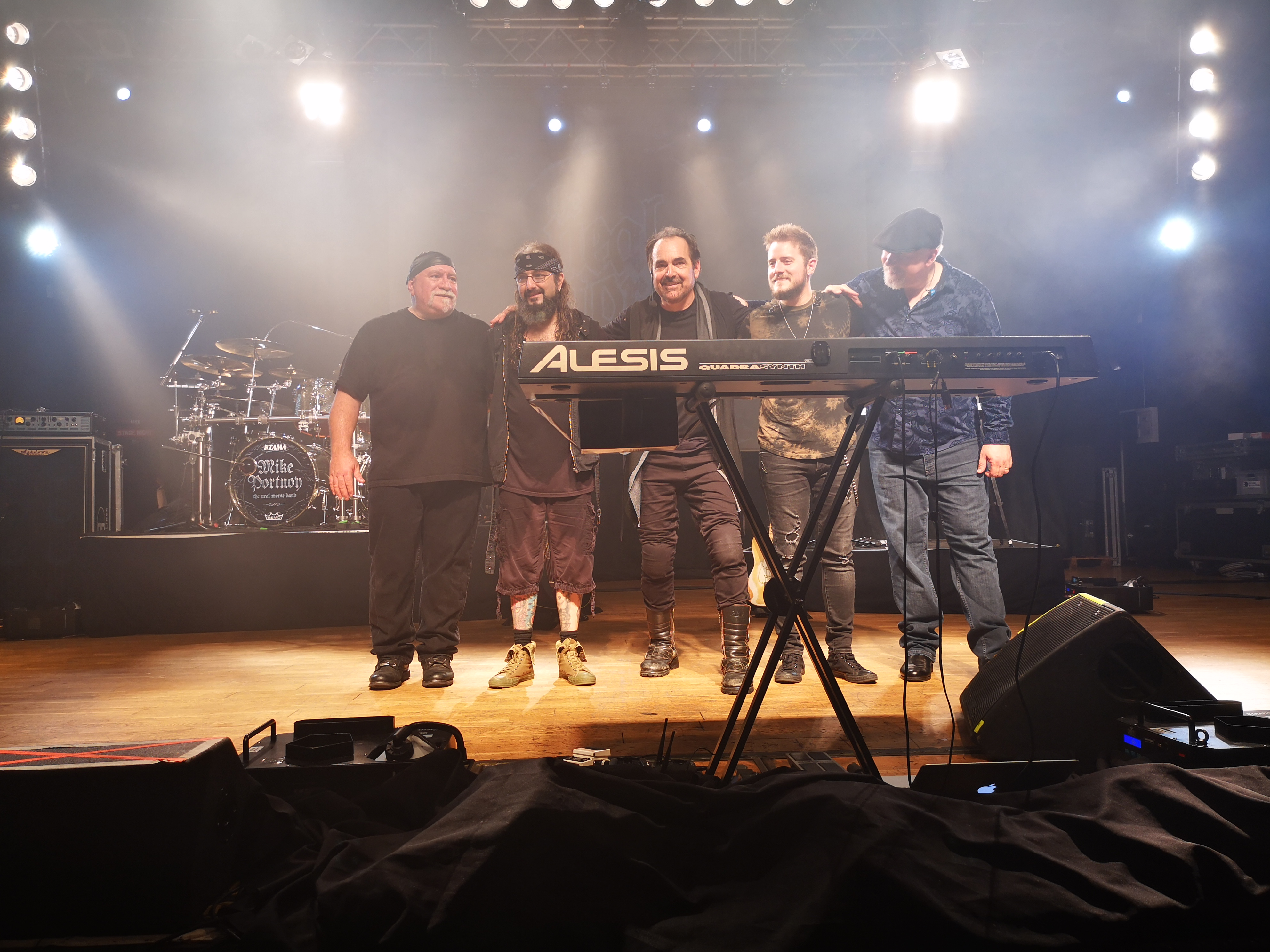
La Neal Morse Band in Italia nel 2019

Nel 2012 Morse, insieme agli storici collaboratori Mike Portnoy e Randy George, ha tenuto alcune audizioni volte a trovare musicisti fissi necessari per la composizione di materiale inedito; ciò ha portato all'inclusione del chitarrista Eric Gillette e del polistrumentista Bill Hubauer e alla nascita della Neal Morse Band.
Al termine del 2014 è stato annunciato The Grand Experiment, prima pubblicazione del gruppo che ha visto per la prima volta nella carriera da solista di Morse del materiale composto insieme al proprio gruppo spalla. Il disco, pubblicato il 13 febbraio 2015, è stato promosso dal tour Alive Again, che ha visto il gruppo impegnato per tutto l'anno; da esso è stato tratto l'album Alive Again, contenente l'intera esibizione avvenuta nei Paesi Bassi a marzo e pubblicato il 5 agosto 2016.
L'11 novembre 2016 è uscito il secondo album The Similitude of a Dream, concept album incentrato su Il pellegrinaggio del cristiano; tre anni più tardi è stata la volta di The Great Adventure, che narra gli eventi successivi a The Similitude of a Dream. Per entrambi i dischi sono state intraprese tournée mondiali, culminati con concerti speciali al Morsefest e album dal vivo.
Con l'avvento della pandemia di COVID-19 la formazione ha avuto modo di registrare un doppio album, quest'ultimo intitolato Innocence & Danger e distribuito nell'agosto 2021.

## Discografia

### Con gli Spock's Beard
- 1995 – The Light
- 1996 – Beware of Darkness
- 1996 – The Official Live Bootleg (live)
- 1997 – The Kindness of Strangers
- 1997 – From the Vault (raccolta)
- 1999 – Live at the Whisky and NEARfest (live)
- 1999 – Day for Night
- 2000 – V
- 2000 – Don't Try This at Home (live)
- 2000 – Don't Try This @ Home Either! (live)
- 2000 – There and Here (live)
- 2002 – Snow
- 2017 – Snow Live (live)

### Con i Transatlantic
- 2000 – SMPT:e
- 2001 – Live in America (live)
- 2001 – Bridge Across Forever
- 2003 – Live in Europe (live)
- 2009 – The Whirlwind
- 2010 – Whirld Tour 2010 - Live from Shepherd's Bush Empire, London (live)
- 2011 – More Never Is Enough - Live @ Manchester and Tilburg 2010 (live)
- 2014 – Kaleidoscope
- 2014 – Kaliveoscope (live)
- 2021 – The Absolute Universe
- 2023 – The Final Flight: Live at L'Olympia
- 2024 – Morsefest 2022: The Absolute Whirlwind

### Con i Flying Colors
- 2012 – Flying Colors
- 2013 – Live in Europe (live)
- 2014 – Second Nature
- 2015 – Second Flight: Live at the Z7 (live)
- 2019 – Third Degree
- 2021 – Morsefest 2019 (con Neal Morse Band, live)

### Con la Neal Morse Band
- 2015 – The Grand Experiment
- 2016 – Alive Again (live)
- 2016 – The Similitude of a Dream
- 2018 – The Similitude of a Dream: Live in Tilburg 2017 (live)
- 2018 – Morsefest 2017: Testimony of a Dream (live)
- 2019 – The Great Adventure
- 2020 – The Great Adventour - Live in Brno 2019 (live)
- 2021 – Innocence & Danger
- 2021 – Morsefest 2019 (con i Flying Colors, live)
- 2022 – Morsefest 2021 (live)

### Collaborazioni
- 2000 – Ayreon – Universal Migrator Part 1: The Dream Sequencer
- 2002 – Ryo Okumoto – Coming Trough